# Joachim von Loß
Joachim von Loß, zu Pillnitz, Reinhardtsgrimma und Borthen (* 10. Oktober 1576; † 5. Oktober 1633, Grab in der Sophienkirche Dresden), kursächsischer Geheimer Rat, Appellationsrat, Reichspfennigmeister und Rittergutsbesitzer war der Sohn von Christoph von Loß dem Älteren auf Pillnitz und Graupa (1545–1609) und dessen erster Frau Martha, geb. Pflugk aus dem Hause Knauthain (1566–1588).

## Leben
1588 immatrikulierte er sich mit seinen Brüdern Christoph und Nikolaus an der Universität Leipzig. 1594 ging er mit ihnen auf eine Studienreise nach Italien und schrieb sich am 19. Mai 1598 in Siena ein. Seit 1610 hielt von Loß ein Viertel des Messingwerkes Niederauerbach.
1611 wird er erstmals als Mitglied des Geheimen Rates erwähnt. Nachdem er von seinem Vater das Schloss Pillnitz geerbt hatte, ließ er 1616 die noch offene Seite des Schlosses mit einem Flügel schließen. Im gleichen Jahr erhöhte er unrechtmäßig die Frondienste und Abgaben z. B. mit unentgeltlicher Obsternte und Weinlese mit eigenem Gerät von Sonnenauf- bis -untergang, mit Botendiensten sowie der Gestellung von Knechten und Mägden für die Ernte. Die fronpflichtigen Bauern mehrerer Dörfer, wie die von Pappritz, erhoben beim Landesherrn, dem Kurfürsten, erfolglos Klage gegen Joachim von Loss. Der Sage nach streift der Böße Loß noch heute zu Mitternacht als großer schwarzer Hund durch die Gegend.
Ganz anders schildert ihn Jakob Böhme, der Görlitzer Schuster und Mystiker. Am Freitag nach Pfingsten 1624 schrieb er an Dr. Tobias Kober: „Am Donnerstage nach Pfingsten hat mich neben meinem Wirte Herrn Hinckelmann und einem Doktor Medicinae lassen der wohledle, gestrenge Herr Joachim von Loß, kaiserlicher Majestät und kurfürstlicher geheimer Rat und Reichsoffizier auf sein Schloß Pillnitz (eine Meile von Dresden), auf seiner Kutschen abholen und sich mit mir vernommen. Welchem Herrn meine Sachen und Gaben hoch belieben, welcher mir auch geneigten Willen und Beförderung versprochen hat, auch angedeutet, daß er wolle meine Person beim Kurfürsten fördern und sehen, daß ich etwa möchte Unterhalt und Ruhe bekommen, mein Talent zu fördern. Dieser Herr ist ein sehr gelehrter und hochverständiger Mann, welcher auch unserm Lande... in Schlichtung der Hauptsachen sehr viel gedienet hat und gehen alle hohe Sachen durch seinen Rat...“
Nach seinem Tod entdeckte der Hofdestilleur Andreas Orthelius etliche Papiere aus dem Nachlass von Loß, die er „Opus Philosophicum“ nannte. Darin fand sich ein Rezept, Gold zu machen, indem man Goldsamen fruchtbar machte und vermehrte. Orthelius bemühte sich lange Zeit sehr gewissenhaft, wenn auch erfolglos, um dessen Umsetzung.

## Familie
Joachim von Loß war verheiratet mit Ursula von Schleinitz auf Saatheim und hatte mit ihr drei Kinder:
- Sophie Sibylle (1617–1640), verheiratet mit Günther von Bünau (1604–1659)
- Maria
- Ursula (1623–1644), heiratete 1641 Heinrich Freiherr von Friesen. Das Paar hatte ein Kind, das aber jung verstorben war. Da Ursula von Loß Heinrich als Universalerben einsetzte, erwarb er nach dem Tod seiner ersten Ehefrau auch die Loßschen Güter Schönfeld, Graupa und Jessen sowie das Loßsche Haus An der Kreuzkirche Nr. 18, an der Ecke des Altmarktes.[6]

## Weitere Literatur
- (J. G. A.) Gottlieb Abraham Frenzel: Sammlung der Kupferstiche und Handzeichnungen Sr. Excellenz des Herren Grafen Franz v. Sternberg-Manderscheid, II. Band, C. C. Meinhold und Söhnen, Dresden 1838, S. 208.